# アウフグース

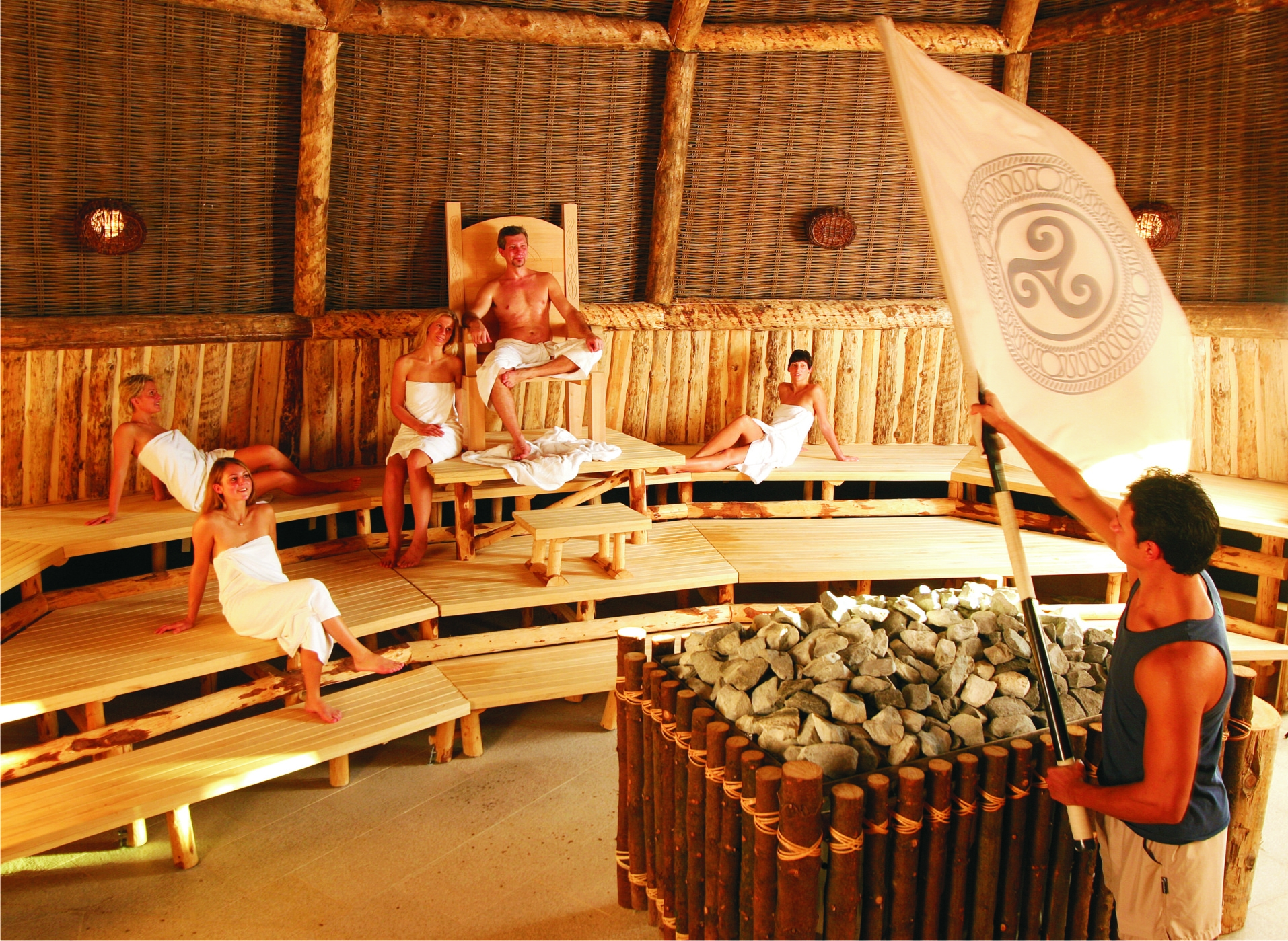
旗を使って行うサウナの従業員（、ドイツ）
。

アウフグース（ドイツ語: Aufguss [ˈaʊ̯fˌɡʊs] ( 音声ファイル)）とはサウナ室内でロウリュを行なった後に、立ち昇った蒸気をタオル等でサウナ室内に蒸気を撹拌させながらあおぎ、サウナ客へ熱い風を送ることである。

## 概要
日本では当初、アウフグースのことをロウリュと呼ばれていたことがあり混同されている場合があるが、近年は正しい表記をするべきと区別されるようになりつつある。アウフグースを受けることを目的にロウリュの表記のある施設を利用する場合、事前に確認しておくことが望ましい。
アウフグースを行う者は「アウフグースマイスター」（ドイツ語: Aufgussmeister）や「アウフギーサー」（ドイツ語: Aufgießer）などと呼ばれる。日本では施設や人によりアウフグースを「熱波」、アウフグースマイスター（アウフギーサー）を「熱波師」と呼んでいる。
多様なアロマオイルを使用し、タオルをジャグリングのように回しその技術をショー的に音楽や映像と同期させたエンターテイメント性の高いパフォーマンスを行うアウフギーサーもおり、それはショーアウフグースと呼ばれる。

## 技術
基本的なアウフグースでの扇ぎ方
- ランバージャック - 上から両手で前に振り下ろす
- パラシュート - 後ろから振りかぶり下に振り下ろす
- エイト - 8の字を描くように振る
- エンジェル - 横から背負い投げのように前へ振る
- フラッグ - 真横から旗のように振る
- ピザ - ピザ職人がピザ生地を伸ばすように片手でクルクルと回す

出典：

## 歴史
ドイツでアウフグースへの関心が高まったのは1947年頃である。第二次世界大戦後、戦争のトラウマでサウナに入る人が極端に減少することとなる。そのことに気づいた施設はサウナ担当者が利用客と一緒にサウナで時間を過ごし、話しかけながらアウフグースを行い人々のサウナ利用を手助けした。
タオルテクニックと物語性を備えたショーアウフグースは、2007年にイタリアの温浴施設「Cron4」が開催したチャンピオンシップによって、サウナファンの間で話題となり多くの国が参加するようになった。 そして12か国での国内予選を経て優勝者を決定するアウフグースチャンピオンシップ（AufgussWM）へと発展していく。ショーアウフグースはヨーロッパのサウナでは欠かせないコンテンツとなっている。2022年7月には横浜のサウナ施設 スカイスパ YOKOHAMAにてアジア初となる予選「Aufguss Championship Japan2022」が開催された。
2023年のAufgussWMへは16か国が参加している
- オーストリア
- ベルギー
- チェコ共和国
- デンマーク
- ドイツ
- ハンガリー
- イタリア
- 日本
- オランダ
- ノルウェー
- ポーランド
- ルーマニア
- スロバキア
- スロベニア
- スイス
- イギリス

## 日本での発展
日本でのアウフグースの元祖は北海道札幌市にある札幌テルメ（1998年施設閉鎖、現：シャトレーゼ ガトーキングダム サッポロ）である。ドイツのバードホンブルグのクアハウス「タウナス・テルメ」の支店として、1988年の開業時からアウフグースを導入している。山梨県上野原市にある秋山温泉は開業前に札幌テルメへ研修を受けており、「日本最古のアウフグース」としてサービスを行っている。
日本の都市部でアウフグースサービスが始まったのは、大阪難波にあったニュージャパンサウナが最初である。1990年代後半に始まり、言葉の分かりやすさからアウフグースではなくロウリュと命名された。その後2006年の時点で全国のアウフグース実施施設は14店舗であり、その間普及は進まなかった。理由としては日本で最も普及しているサウナストーブがガス遠赤外線式ストーブであり、これは水をストーブにかけ水蒸気を発生させられる構造ではなかったためロウリュが出来なかった。ポータブル式の蒸気発生装置やロウリュ可能なストーブの普及により、2021年の時点でロウリュを導入している施設は200店舗を優に超えており、全国で体験出来るようになっている。
温浴施設の集客イベントとして注目を集め、アウフギーサーが集まったアウフグースフェスなども開催されている。

### アウフギーサーへの注目
2019年11月に日本のサウナメーカーである株式会社メトスとドイツサウナ協会が共同で講習会が行われている。参加者は30人程で、ほとんどが日本各地で活躍していた熱波師であった。研修後にはドイツサウナ協会公認アウフギーサーの修了書が授与されている。